# Gaylord Ridge
Gaylord Ridge ist ein vereinzelter Gebirgskamm im Australischen Antarktis-Territorium. Im westlichen Abschnitt der Nebraska Peaks in der Britannia Range ragt er 5 km nordwestlich des Eilers Peak in nord-südlicher Ausrichtung auf.
Das Advisory Committee on Antarctic Names benannte ihn im Jahr 2000 nach dem Glaziologen David R. Gaylord von der University of Nebraska-Lincoln, der von 1973 bis 1974 am Ross-Schelfeis-Projekt des United States Antarctic Research Program beteiligt war.